# Stictoptera terribilis
Stictoptera terribilis är en fjärilsart som beskrevs av Holloway 1976. Stictoptera terribilis ingår i släktet Stictoptera och familjen nattflyn. Inga underarter finns listade i Catalogue of Life.